# Królik Polski

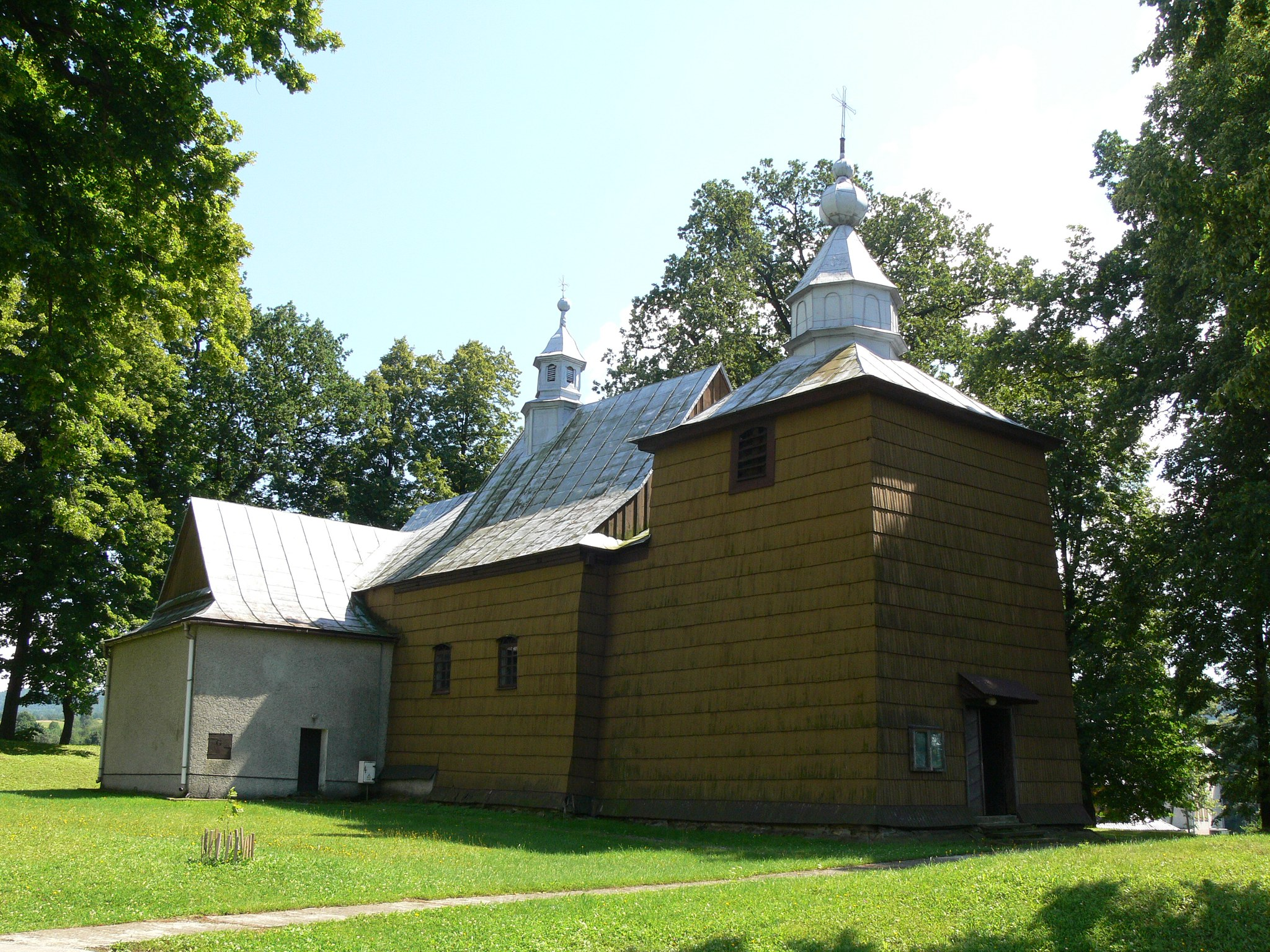
Holzkirche

Królik Polski ist eine Ortschaft mit einem Schulzenamt der Gemeinde Rymanów im Powiat Krośnieński der Woiwodschaft Karpatenvorland in Polen.

## Geographie
Der Ort liegt am Fluss Tabor in den Niederen Beskiden. Die Nachbarorte sind die Stadt Rymanów-Zdrój im Nordosten, Wisłoczek im Osten, Królik Wołoski im Süden, Lubatowa im Westen sowie Bałucianka im Nordwesten.

## Geschichte
Im Jahr 1389 erlaubte Zyndram von Maszkowice dem Hanzloni dicto Ion die Gründung des neuen Waldhufendorfs Johane am Fluss Murmawa im Wald Poloni auf 90 fränkischen Hufen. Der Name nach dem Gründer bzw. ersten Schulz etablierte sich nicht, und ab 1426 wurde es als Grolikow bzw. Crolikow erwähnt. Der besitzanzeigende Name ist vom Personennamen Krolik (vergleiche auch das Appellativ królik: königlicher Statthalter) abgeleitet.
Ab 1434 gehörte es zum Bistum Przemyśl. 1460 wurde eine römisch-katholische Pfarrei errichtet, später auch ecclesiam Polonorum (polnische Kirche) benannt.
Das Dorf gehörte zunächst zum Königreich Polen (ab 1569 Adelsrepublik Polen-Litauen), Woiwodschaft Ruthenien, Sanoker Land.
Im Jahr 1537 entstand flussaufwärts im Süden eine walachische Siedlung, 1566 wurden zwei Orte erwähnt: Antiqua Krolikowa (ab dem späten 16. Jahrhundert Królik Polski, etwa Polnisch Królik) und Nova Krolikowa (später Królik Wołoski – Walachisches Królik).
Bei der Ersten Teilung Polens kam Królik Polski 1772 zum neuen Königreich Galizien und Lodomerien des habsburgischen Kaiserreichs (ab 1804). Im Jahr 1900 hatte die Gemeinde im Gerichtsbezirk Rymanów, Bezirk Sanok, 1140 Hektar Fläche, 779 Einwohner, davon war die Mehrheit römisch-katholisch (427) und polnischsprachig (441), ruthenischsprachige Griechisch-Katholiken (338) und 14 Juden waren in der Minderheit.
Nach dem Ende des Ersten Weltkriegs und dem Zusammenbruch der k.u.k. Monarchie kam Królik Polski 1918 zu Polen. Unterbrochen wurde dies nur durch die Besetzung Polens durch die Wehrmacht im Zweiten Weltkrieg. Von 1975 bis 1998 gehörte Królik Polski zur Woiwodschaft Krosno.